# Браун, Ноэль
Ноэль Кристофер Браун (ирл. Noël Christopher Browne; 20 декабря 1915 — 21 мая 1997) — ирландский врач, общественный и политический деятель левого толка.
Стал одним из всего лишь семи депутатов парламента Ирландии, назначенных министрами в начале своего первого срока в парламенте. Едва не погибнув от туберкулёза и потеряв из-за него родителей, на посту министра здравоохранения в 1948—1951 годах добился значительных успехов в борьбе с этой эпидемией. Однако его программа бесплатного медицинского обслуживания для беременных женщин и детей до 16 лет наткнулась на сопротивление церкви, что послужило причиной падения коалиционного правительства Джона Костелло в 1951 году.
Поочерёдно представлял в парламенте пять различных политических партий, в двух из которых был соучредителем: Кланн на Поблахта (подал в отставку), Фианна Файл (исключён), «Национальные прогрессивные демократы» (основатель), Лейбористскую партию (отставка) и Социалистическую лейбористскую партию (основатель). По словам историка Джона Мёрфи, Браун «шёл из одной партии в другую в поисках той, что воплотила бы его мечту создания социально справедливой Ирландии».

## Биография

### Печать туберкулёза
Ноэль Браун родился в Уотерфорде, рос в Дерри (Богсайд), Атлоне и Баллинробе. Его мать Мэри Тереза Куни родилась в 1885 году в Холлимаунте, графство Мейо, где в её честь была открыта мемориальная доска. Отец Брауна был инспектором Национального общества по предотвращению жестокого обращения с детьми и на работе подхватил туберкулёз, заразив в итоге всю свою семью. Болезнь унесла обоих родителей (вначале, когда Ноэлю было семь лет, умер его отец, а вскоре и его мать) и двоих из братьев и сестёр Брауна, но сам он чудом выжил. Семья потеряла свой дом и была вынуждена эмигрировать в Великобританию.
В 1929 году осиротевший Ноэль Браун был бесплатно принят в подготовительную школу святого Антония в Истборне, Англия. Затем он поступил в колледж Бомонт — иезуитскую школу близ Олд-Виндзора, Беркшир, где сдружился с парнем из Дублина Невиллем Ченсом, сыном состоятельного хирурга. Семья Ченсов оплатила и учёбу Брауна на медицинском факультете Тринити-колледжа в Дублине.
Однако уже в студенческие годы, в 1940 году, инфекция вернулась, и вылечиться в санатории в Мидхерсте (Сассекс) Ноэль смог только за счёт того же отца своего школьного товарища. Выздоровев, Браун сдал экзамены на медика в 1942 году. На протяжении жизни он остался глух на одно ухо и скрывал некоторые проявления своей болезни. Став врачом, Браун решил посвятить свою жизнь искоренению туберкулёза: он работал в медицинских учреждениях Ирландии и Англии, после чего пришел к выводу, что нужны системные решения этой проблемы.
Это и побудило его начать политическую деятельность, к чему Брауна призвал и его товарищ Ноэль Хартнетт. У него был и наглядный пример создания государственной системы всеобщего медицинского обеспечения — во время пребывания в Британии он мог наблюдать за становлением Национальной службы здравоохранения Великобритании под началом лейбористского министра Эньюрина Бивена.
Браун присоединился к новой республиканской партии Кланн на Поблахта, объединявшей ирландских националистов и социалистов. На парламентских выборах 1948 года он был избран в Палату представителей по округу Юго-Восточного Дублина. Новичок в политике, в первый же день пребывания в парламенте 32-летний доктор Браун был назначен министром в первое межпартийное правительство Джона А. Костелло из партии Фине Гэл.
К удивлению многих, лидер Кланн на Поблахта Шон Макбрайд остановил свой выбор на Брауне как одном из двух (наряду с им самим) представителей партии в новом коалиционном правительстве, однако такой шаг был призван умиротворить левое крыло партии, недовольное коалицией с буржуазной партией Фине Гэл, представители которой поддерживали англо-ирландское соглашение и во время Гражданской войны казнили ирландских республиканцев.

### Министр здравоохранения
Став в феврале 1948 года министром здравоохранения, Ноэль Браун немедленно взялся за создание государственной системы борьбы с инфекционными болезнями. Здесь он мог опереться на «Белую книгу» и закон о здравоохранении 1947 года, подготовленные ещё министром здравоохранения предыдущего правительства партии Фианна Файл Джимом Райаном.
Первым делом Браун запустил всеобщее обследование на туберкулёз — медосмотры и рентген стали бесплатными, массовыми и системными. Он также инициировал открыл первую в Ирландии службу переливания крови и масштабную программу по строительству новых больниц и санаториев, финансируемую из доходов Департамента здравоохранения, включая его лотерею, билеты которой покупались как в самой Ирландии, так и в Британии и Северной Америке. Медицинская реформа в стране совпала по времени с разработкой новых вакцин и новых лекарств (включая БЦЖ и пенициллин), способных бороться с ранее неизлечимыми заболеваниями. Общая вакцинация и применение антибиотиков (в первую очередь стрептомицина), позволили Брауну резко снизить заболеваемость в Ирландии и быстро покончить с эпидемией туберкулёза в стране. За период 1947—1960 годов количество смертей от чахотки в Ирландии сократилось с 146 до 16 на 100 тысяч человек.
Затем Браун принялся за создание общенациональной системы государственного здравоохранения, что вызывало недовольство получавших прибыль от частных медицинских учреждений — от самих врачей, занимавшихся частной практикой и опасавшихся подрыва модели платных услуг, от которой зависел их доход, до католической церкви, контролировавшей большинство больниц. Выступая против расширения «социализированной медицины», они нашли повод для срыва плана Брауна в лице предложенной им в 1950 году программы «Матери и ребенка» (Mother and Child Scheme). Она также была заложена ещё в законе 1947 года и ставила своей целью было обеспечение государством бесплатного медицинского обслуживания для всех беременных женщин и детей до шестнадцати лет, независимо от дохода (в отличие от большинства стран Европы, в Ирландии подобный шаг воспринимался как радикальный).

### Программа
Несмотря на то, что программа была лишь на стадии проекта, но она вызвала жёсткую оппозицию медиков, боявшихся сокращения доходов из-за введения бесплатного дородового ухода в больницах (и недовольных «вторжением государства в отношения между пациентом и врачом»), но особенно — католической церковной иерархии, обвинившей программу в «подрыве семейных ценностей» и «коммунистическом» вмешательстве в дела семьи. В особенности католическим епископам претило предложение о введении полового просвещения женщин, да и сам факт предоставления нерелигиозных медицинских советов матерям, что они рассматривали как первый шаг к внедрению контроля над рождаемостью и контрацепции, противоречащих католическому учению.
Хотя Браун сам был прихожанином католической церкви, та видела в нём отступника, «Тринити-католика» (то есть пренебрегшего постановлениям церкви, что верующие не должны поступать в дублинский Тринити-колледж, основанный протестантами и длительное время не допускавший до учёбы католиков), что даже усугублялось тем, что Браун был единственным министром правительства, принявшим в 1949 году участие в проводившейся англиканской Церковью Ирландии церемонии похорон Дугласа Хайда, первого президента Ирландии. Тем не менее, встретившись с католическими епископами в октябре 1950 года, Браун надеялся, что развеял их опасения и впредь действует в допустимых для них рамках. Однако на деле от него оказались отчуждены даже потенциальные сторонники в иерархии вроде епископа Уильяма Филбина.
Под давлением со стороны церкви коалиционное правительство отказалось от программы «Матери и ребенка» и решило пожертвовать Брауном. Недовольство церкви реформой Брауна вызывало беспокойство даже среди членов его собственной партии Кланн на Поблахта, и в конце концов 11 апреля 1951 года лидер партии Макбрайд предложил Брауну подать в отставку. Отправившийся в вынужденную отставку Браун на следующий день в речи перед парламентом изложил свою версию событий, которую премьер Костелло назвал преисполненной «неточных, искаженных и необоснованных заявлений». Покинув правительство, Браун опубликовал их с Котселло и Макбрайдом переписку с католическими иерархами в газете «The Irish Times». Из обнародованной переписки следовала констатация полной их капитуляции перед епископами
Противостояние Брауна и церковников называли самым громким событием послевоенной ирландской политики. Вслед за Брауном последовали несколько других депутатов от Кланн на Поблахта, выйдя из коалиции и таким образом разрушив хрупкое внутреннее единство партии. В конечном итоге, скандал вокруг программы «Матери и ребенка» привёл к падению коалиционного правительства. Но церковь продолжала опираться социализированной медицине и при следующем правительстве, уже сформированном Фианна Файл — даже когда программа была принята в крайне урезанной форме, снижавшей предельный возраст оказания безоплатной помощи ребёнку с 16 лет до 6 недель.

### Позднейшая политическая карьера
После ухода с поста министра здравоохранения Браун занялся выхаживанием пациентов в туберкулёзном санатории в графстве Уиклоу. Он вышел из Кланн на Поблахта, представительство которой на следующих выборах 1951 года сократилось с 10 до всего 2 мест — многие сторонники считали, что партийный лидер Макбрайд предал доктора Брауна. Однако Ноэль Браун и его сторонник Джек Маккуиллан были избраны как самовыдвиженцы и в качестве независимых депутатов решили поддержать правительство меньшинства Имона де Валера из партии Фианна Файл.
В 1953 году Браун вступил в ряды этой партии, но его надежды взрастить в ней «семя социал-демократии» оказались напрасны. Он потерял свой мандат в Палате представителей по итогам парламентских выборов 1954 года и был исключён из партии. Однако ему удалось вернуться в парламент на всеобщих выборах 1957 года, вновь как беспартийному депутату.
В 1958 году они с Маккуилланом основали новую социалистическую и секулярную партию «Национальные прогрессивные демократы». Браун и Маккуиллан выступали в парламенте как бескомпромиссные «сторожевые псы», контролирующие действия каждого из правительств, за что премьер Шон Лемасс не без уважения называл их «настоящей оппозицией». Переизбранный в 1961 году, Браун со своей партией влился в состав Лейбористской партии в 1963 году. Уже как лейборист Браун проиграл выборы 1965 года, но вернулся в парламент по итогам предвыборной кампании 1969 года, ведшейся его партией с весьма левых позиций.
Однако после того, как в своей речи 1971 года он одним из первых в Ирландии поднял проблему сексуального насилия священнослужителей над несовершеннолетними, Лейбористская партия попыталась от него отмежеваться и не выставляла его кандидатуру на всеобщих выборах 1973 года, зато Браун взамен избрался в Сенат Ирландии от Тринити-колледжа. Он резко выступал против коалиции лейбористов с Фине Гэл и особенно против антисоциального и репрессивного (цензура в СМИ) курса правительства, за что был изгнан из Лейбористской партии. Он оставался в Сенате до парламентских выборов 1977 года, когда вновь как беспартийный вернулся в Палату представителей.
К концу жизни Браун всё больше интересовался марксизмом. Совместно с Джеком Маккуилланом, дублинским секретарём Профсоюза транспортников и разнорабочих Мэттом Мерриганом и журналистом Брайаном Тренчем он участвовал в создании коалиции прогрессивных организаций «Левая альтернатива», а затем — «широкой левой» Социалистической лейбористской партии. Впрочем, на её единственных парламентских выборах в 1981 году от неё был избран только сам Ноэль Браун. К тому моменту от партии из-за разногласий вокруг вопроса Северной Ирландии уже откололись несколько групп (преимущественно троцкистского и маоистского толка — Социалистическое рабочее движение, Ирландская рабочая группа, «Народная демократия») и в 1982 году она была распущена. Браун ушёл из большой политики на всеобщих выборах февраля 1982 года.

### Несостоявшееся выдвижение в президенты
В 1990 году ряд левых депутатов от Лейбористской партии во главе с его другом Майклом Д. Хиггинсом предложили Брауну выдвигаться от их партии на предстоящих президентских выборах. Несмотря на пошатнувшееся здоровье, Браун согласился, чем привёл в негодование партийного лидера Дика Спринга и его окружение, уличавших бывшего соратника в «отсутствии уважения к партии». В итоге, они выдвинули в президенты независимого левоцентристского сенатора Мэри Робинсон. Уязвлённый Браун в ходе кампании высказывался в пользу соперничавшего с ней кандидата от Фине Гэл Остина Карри, а оставшиеся семь лет своей жизни провёл в постоянной критике Робинсон, победившей на выборах, ставшей седьмым президентом страны и пользовавшейся беспрецедентной популярностью.
После выхода на пенсию Браун с женой Филлис переехал в гэлтахтскую деревню в графстве Голуэй, где и скончался 21 мая 1997 года в возрасте 81 года.

## Оценки
Немного деятелей XX века в Ирландии вызывали столько споров и поляризирующих оценок, как Ноэль Браун. Недаром он слыл крайне конфликтным политиком, умудрявшимся рассориться и с противниками, и со сторонниками. При этом он вошёл в историю прежде всего как человек с убеждениями и личной самоотверженностью бороться за доступное здравоохранение для всех.
Для сторонников он был динамичным прогрессистом, предпринявшим смелую попытку модернизировать страну и бросившим вызов консервативной и клерикальной реакции. Оппоненты же подчёркивали его неуживчивый, капризный и тяжёлый характер (по словам политолога Мориса Мэннинга, многие из работавших с ним находили его «неспособным допустить благие намерения у своих оппонентов и часто глубоко несправедливым к тем, кто с ним не соглашался», а лейборист Фергюс Финлэй утверждал, что Браун попросту превратился в «злобного старика»).
Сам Браун усложнил попытки привести оценки его деятельности к общему знаменателю публикацией в 1986 году своей автобиографии «Против течения» (Against the Tide), в которой трогательные детские воспоминания и душераздирающее описание трагедий его семьи сменяются едкими выпадами в адрес чуть ли не всех коллег-политиков.
Тем не менее, для многих соотечественников Браун и поныне остаётся кумиром, «для которого борьба с социальной несправедливостью была чем-то глубоко личным — другими словами, кем-то несказанно далёким от политика-карьериста». Его портрет висит в кабинете текущего президента Майкла Хиггинса, а местные левые называют его «редкой фигурой в ирландской политике, которой удалось добиться успеха в популяризации прогрессивных идей среди городского рабочего класса и сельской бедноты». В 2010 году в опросе (и сопутствующей передаче) телеканала RTÉ 1 «Величайшие ирландцы» он вошёл в десятку победителей.